# Bohol
Bohol a Fülöp-szigetekhez tartozó Visayan-szigetek egyike, Cebutól keletre. 
Területe 4 117 km², lakossága 1 255 000 fő. Székhelye Tagbilaran. 
A szigetet nagyrészt hegyek borítják. A Csokoládé-hegyek, a Loboc folyó és a közeli Panglao sziget Alona tengerpartja sok turistát vonzanak. 
Fő terményei: rizs, cukornád, kukorica, kókuszdió.
A fő beszélt nyelv a szebuano egy helyi dialektusa. 

## Története
- 1200 – Bohol első letelepülőinek feltételezett ideje
- 1490 - 1520 a maláj kereskedők és bevándorlók elterjesztik az iszlám vallást
- 1521 - Ferdinand Magellan első európaiként eléri a Fülöp-szigeteket
- 1546 – 1565 spanyol gyarmatosítás
- 1600 – a jezsuiták elkezdik katolikus hitre téríteni a lakosságot
- 1622 – véres felkelés az elnyomók ellen
- 1744 – újabb felkelés a spanyol uralom ellen
- 1900 – amerikai uralom alá kerül a sziget
- 1942 – a japánok megszállják a szigetet
- 1945 – az amerikaiak elűzik a japánokat
- 1957 – 1960 a boholi születésű Carlos Polestico Garcia lesz az ország elnöke
- 2013. okt – nagy erejű földrengés rázza meg a szigetet

## Fordítás
Ez a szócikk részben vagy egészben  a   Bohol című német Wikipédia-szócikk fordításán alapul.  Az eredeti cikk szerkesztőit annak laptörténete sorolja fel. Ez a jelzés csupán a megfogalmazás eredetét és a szerzői jogokat jelzi, nem szolgál a cikkben szereplő információk forrásmegjelöléseként.